# أكاديون (كندا)
الأكاديون (بالفرنسية: Acadiens)‏ 
[akadjɛ̃]
،
[akad͡zjɛ̃]
) هم من نسل الفرنسيين الذين قدموا إلى القارة الأمريكية واستوطنوا منطقة أكاديا على الساحل الشرقي الكندي والذي يضم مقاطعات نوفا سكوشيا، نيو برانزويك.

## تاريخهم
كانت أكادي أول مستوطنة فرنسية في أمريكا الشمالية. ففي سنة 1604م، منح هنري الرابع ملك فرنسا بيير دوغا حقوق إنشاء مستوطنات بين خطي العرض 40 درجة و60 درجة في شمال القارة المكتشفة حديثا. وفي عام 1604م، بنى المستوطنون حصنا على جزيرة صغيرة في نهر سانت كروا الذي يفصل الآن بين نيو برانزويك وولاية ماين. ثم أبحر المستوطنون في الربيع التالي إلى بورت روايال (في نوفا سكوشيا)و أسسوا أول مدينة لهم.
خلال القرن السابع عشر، أصبح عدد العائلات الأكادية حوالي 60 عائلة والذين أقاموا علاقات وطيدة مع السكان الأصليين من قبائل ميغماك وتعلموا منهم فنون الصيد. عاش الأكاديون على السواحل وزرعوا الأراضي المستصلحة من البحار بواسطة السدود.
عرف الأكاديون بالفرنسيين المحايدين وذلك بسبب سياستهم السلمية وخاصة مع تعاطيهم بالصراعات الفرنسية والبريطانية التي دارت حولهم.
في عام 1713م، وبنتيجة معاهدة أوترخت، تخلت فرنسا عن شمالي أكاديا للبريطانيين. وفي عام 1754م طلب البريطانيون منهم إعلان الطاعة للملك البريطاني مما يعني حملهم السلاح ضد الأكاديين الفرنسيين في الجنوب. وعند رفضهم للامر، أمر الكولونيل تشارلز لورينس بترحيل الأكاديين والذي عرف بالترحيل الكبير. وبنتيجته، تم ترحيل 14,000 أكادي وتم إحراق منازلهم ومصادرة أراضيهم. تفرق الأكاديون في مناطق مختلفة من شمال أميركا وبخاصة في لوزيانا وسان جون العليا.
واعترفت الحكومة الكندية بهذا الحادث وأعلنت 28 من تموز من كل عام يوم ذكرى الترحيل.

## ثقافتهم
معظم الأكاديون يفضلون العيش على الطريقة التقليدية كالزراعة والصيد والقنص أغلبهم من كاتوليك، وللموسيقى عندهم مكانة خاصة معظمها تحكي معاناتهم من الترحيل

### انتشارهم
الأكاديون هم أقلية حيوية متواجدة حاليا في نيو برانزويك، نوفاسكوشيا، لويزيانا (ويعرفوا هناك بالكاجون)،و في شمالي ولاية ماين.

### من مشاهيرهم
- ويلدون بودرو، ديلوريس بورد، أنجيل ارسينو، اديث بتلر وجان فرنسوا برو: مطربون.
- الكاتب انطوان ميلليت.
- المخرج السينمائي فيل كومو.
- رئيس وزراء جزيرة الأمير إدوارد السابق أوبين

### أعيادهم
يحتفل عمانين بيوم الصعود في 15 أب من كل عام ويقوموا بإقامة مسيرة ضخمة بحيث يلبس المحتفون ألبسة بألوان أكاديا الوطنية ويضجون بكل أنواع الضجيج.

### لغتهم
يتكلم الأكاديون الفرنسية بلهجة خاصة تسمى الشياك، وهي مزيج من الفرنسية والإنجليزية وبعض الكلمات من لغة المغماك السكان الأصليون بالإضافة إلى أنهم يستعملون كلمات فرنسية قديمة.